# Бор (Тотемский район)
Бор — деревня в Тотемском районе Вологодской области.
Входит в состав Толшменского сельского поселения, с точки зрения административно-территориального деления — центр Маныловского сельсовета.
Расстояние до районного центра Тотьмы по автодороге — 70 км, до центра муниципального образования села Никольское по прямой — 17 км. Ближайшие населённые пункты — Манылово, Маныловский Погост, Соколово.
По переписи 2002 года население — 266 человек (137 мужчин, 129 женщин). Преобладающая национальность — русские (97 %).